# سیارک ۲۶۵۵۷
سیارک ۲۶۵۵۷ (به انگلیسی: 26557 Aakritijain، نامگذاری:2000DS107)۲۶۵۵۷مین سیارک کشف شده‌است که در ۲۸ فوریه ۲۰۰۰ کشف شد.